# Agnosie
Agnosie (von altgriechisch γνώσις gnosis  „Erkenntnis“ mit Alpha privativum α- a-) ist ein Begriff, der in der Medizin und in der Philosophie mit unterschiedlichen Bedeutungen verwendet wird. In der Philosophie bedeutet er „Unwissen“. In diesem Artikel geht es um die Agnosie als medizinische Thematik des Verlusts gnostischer Fähigkeiten.
Die Agnosie ist ein relativ seltenes neuropsychologisches Symptom, das nach bi- oder unilateralen (sub)kortikalen Läsionen auftritt. Es wird definiert als eine Störung des Erkennens, ohne dass elementare sensorische Defizite, kognitive Ausfälle, Aufmerksamkeitsstörungen, aphasische Benennstörungen oder die Unkenntnis des zu erkennenden Stimulus vorliegt. Die Agnosie ist meist modalitätsspezifisch, wobei die Betroffenen möglicherweise in der Lage sein können, den beeinträchtigten Wahrnehmungskanal (Modalität) durch einen unbeeinträchtigten zu kompensieren.

## Herkunft des BegriffsAgnosie
Der Begriff Agnosie stammt von Sigmund Freud (1891) und bezog sich ursprünglich einzig auf das visuelle System. Freud fasste darunter alle Unvermögen zusammen, bei denen Patienten trotz zumindest teilweise vorhandener Sehfähigkeit nicht in der Lage waren, Dinge zu benennen. Nach Freud fällt darunter also sowohl die Rindenblindheit, die Seelenblindheit als auch die optische Aphasie. Heutzutage wird der Begriff auf alle Modalitäten ausgeweitet begriffen und die betroffene Modalität meist genauer spezifiziert.

## Arten der Agnosie
- visuelle Agnosie (allgemeine Physiologie der Wahrnehmung und deren Störungen am Beispiel des Sehens, Seelenblindheit), Sonderformen z. B.:[2]
  - Prosopagnosie („Gesichtsblindheit“) (ebenfalls für Tiergesichter: Zooprosopagnosie)
  - Alexie (Probleme beim Lesen und Schreiben)
  - Bewegungsagnosie (Akinetopsie; Unfähigkeit, Bewegungen und Geschwindigkeiten zu erkennen)
  - assoziative Agnosie (die assoziative Agnosie beschreibt eine selektive Störung der semantischen Phase, d. h. Betroffene können einzelne Merkmale und die Funktion eines Objekts beschreiben, scheitern jedoch an der Benennung des Objekts)
  - apperzeptive Agnosie (Die apperzeptive Agnosie ist eine sehr schwere Form der Agnosie, bei der bereits die visuelle Wahrnehmung gestört ist. Den Betroffenen fällt das Zusammenfügen von einzelnen Merkmalen zum Gesamtbild schwer.)
  - Formagnosie (Betroffene können keine kontinuierlichen Linien und Formen erkennen.)
- auditive Agnosie, siehe: Seelentaubheit
  - Amusie
- Astereognosie (taktile Agnosie)
- Asomatognosie (somatosensorische Agnosie)
- Agnosmie (olfaktorische Agnosie)
- Topographagnosie (Unfähigkeit, sich im Raum zu orientieren)